# ميك أومالي
ميك أومالي (بالإنجليزية: Mick O'Malley)‏ (20 نوفمبر 1972 - ) هو ملاكم أسترالي، صنّف ضمن فئة وزن الخفيف ووزن الريشة ‏ ووزن الريشة السوبر ‏.

## إحصائيات
خاض خلال مسيرته 19 نزالا، تعادل في 1 .

## روابط خارجية
- ميك أومالي على موقع بوكس ريك (الإنجليزية) (registration required)